# Клан Охінлек
Клан Охінлек (шотл. — Clan Auchinleck, гел. — Clan Achleak) — клан Ахлек — один з кланів рівнинної частини Шотландії — Лоулендсу. На сьогодні клан не має визнаного герольдами Шотландії та лордом Лева вождя, тому називається «кланом зброєносців».
Гасло клану: Pretiosum Quod Utile — Що корисне, те цінне (лат.)
Історична резиденція вождя клану: Замок Аффлек (шотл. — Affleck Castle)

## Історія клану Охінлек
Назва клану Охінлек зустрічається в Шотландії в різних варіантах: Аффлек (Affleck), Овхінлек (Auchinlec), Ганлек (Haghenlek), Алек (Aghleke), Ехенлек (Achenleck), Ахелек (Aathelek). Назва клану і сам клан походять з землі Охінлек, де утворилось баронство з такою з назво. Ці землі розташовані в Ейрширі.
Походження назви Окінлек чи Охінлек кельтське. Назва походить від гельських слів Ach — ах — височина, насип, круглий пагорб, курган, як правило, плоский у верхній частині. Leac — лек — плоский камінь або надгробна плита. На землях Ейрширу часто зустрічаються залишки мегалітичних споруд, кернсів, менгірв, кромлехів, святилищ друїдів. Охінлек, був одним з тих місць, де стародавні кельти і друїди проводили збори вождів племен, відзначали свята, здійснювали ритуальні дійства та акти поклоніння.
Клан Охінлек згадується в історичних документах як власник замку Аффлек у 1306 року. Замок Аффлек спочатку називався замком Охінлек. Його побудова датується початком XIV століття. Не збереглось ніяких історичних документів про вождів клану Охінлек та про їх власність. У XVII столітті клан Охінлек був серед кланів, що займалися рейдерством — нападом на землі інших кланів та на територію Англії з метою грабунку «ворожих територій». Тоді така діяльність вважалася нормою і навіть доблестю. Після того, як рід вождів клану урвався замок Охінлек лишився пусткою і досі лишається закинутою руїною.
Патрік де Айлек з Ланкширу згадується в документах як оподаткований у 1296 році. Потім він же під іменем Патрік Ахенлек згадується як присяжний у суді в Ланарку у 1303 році. Він же згадується під іменем Патрік де Авінлек у грамотах щодо власності на землю Гренріг у 1311 році.
У 1370 році землі «Ле Грейріг ет де ле Тахіс» (le Greynryg et de le Tathys) були у власності абатства Келсо, яким керував Адам де Ахінлек. Ендрю Ахелек та Джеймс Ахелек як піддані короля Шотландії просили надати їм охоронну грамоту, що гарантувала б їм безпеку під час подорожі в Англію (з якою Шотландія постійно воювала) у 1464 році.
Крім основної гілки клану Охінлек була також гілка Аффлек Ангус. З цієї гілки в історичних документах згадується у 1306 році Джон Ахелек. Люди з гілки Аффлек Ангус були спадковими зброєносцями графів Кроуфорд. Згадується в історичних документах і Джон Ахлік, що був жителем Інвернессу в 1499 році.

## Видатні люди клану Охінлек
Сер Клад Джон Айр Охінлек (англ. — Sir Claude John Eyre Auchinleck) (1884—1981) — фельдмаршал королівських збройних сил Великої Британії. В армії мав прізвисько Авк. Був одним з командувачів збройних сил Великої Британії під час II світової війни. Був професійним військовим. Військову кар'єру почав в Індії. У 1941 році був головнокомандувачем армії Індії, потім — у тому ж році був призначений головнокомандувачем збройних син Великої Британії на Близькому Сході. Після кількох поразок був звільнений з цієї посади і знову був командувачем збройних сил в Індії. Займався питаннями постачання збройних сил Великої Британії під час війни. У 1948 році пішов у відставку, поселився в Марокко, де і жив решту свого життя, проживши 96 років.